# Sage (software)
SageMath (precedentemente noto come Sage o SAGE) è un programma matematico multipiattaforma adatto a risolvere problemi in diverse aree della matematica come algebra, analisi matematica, analisi numerica, calcolo combinatorio, geometria e teoria dei numeri.
La prima versione è stata pubblicata il 24 febbraio del 2005 come software libero con la licenza GNU General Public License. È nato come alternativa open source a Magma, Maple, Mathematica e MATLAB. Il primo sviluppatore del progetto SageMath, William Stein, è un matematico presso l'Università di Washington.
SageMath utilizza il linguaggio di programmazione Python e ne supporta diversi paradigmi di programmazione procedurale, programmazione funzionale e programmazione orientata agli oggetti.
SageMath è disponibile per la piattaforma Linux e Mac OS X (10.4 o superiore); è disponibile anche per Microsoft Windows, in una versione implementata per Oracle VirtualBox.

## Funzionalità

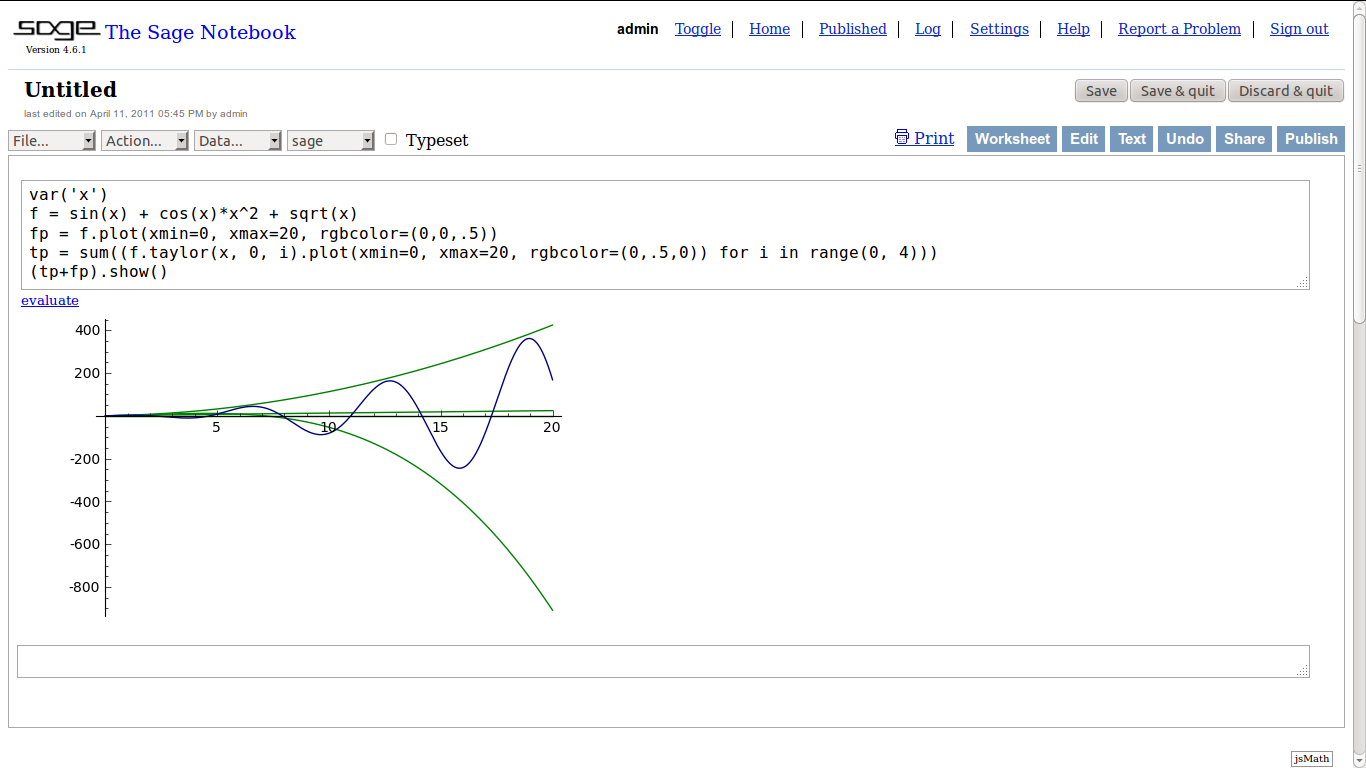
L'interfaccia Sage Notebook lavora con Firefox (e Mozilla), Opera, Konqueror, e Safari.

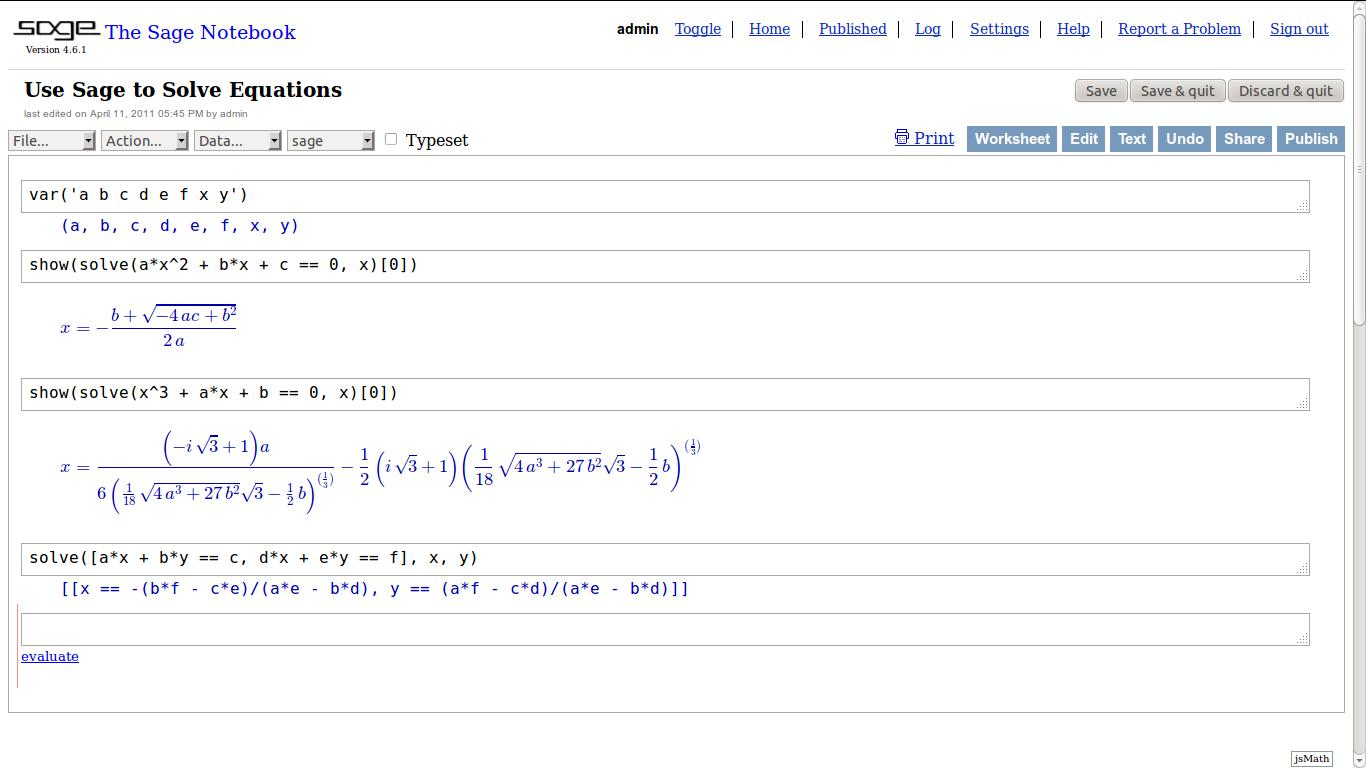
soluzione di Equazioni e stampa usando l'interfaccia web Sage notebook.

Alcune delle caratteristiche maggiori di SageMath sono:.
- L'interfaccia notebook document, per revisionare e riusare precedenti dati in ingresso o in uscita, includendo grafici o caselle di testo usabili per molti web browser incluso Firefox, Opera, Konqueror, e Safari.
Una connessione sicura con HTTPS verso l'interfaccia web notebook è supportata quando sicurezza e riservatezza sono importanti, e consente a Sage di essere utilizzato sia in locale che in remoto.
- Una interfaccia testuale a riga di comando usando IPython.
- Il linguaggio di programmazione Python supporta linguaggi procedurali, Funzioni e costrutti riferiti alla Programmazione orientata agli oggetti.
- Supporto per parallel processing usando sia computer con processori Multi core disponibili in molti computer moderni, in aggiunta a sistemi di computer distribuiti (distributed computing).
- Analisi con Maxima e SymPy.
- Algebra lineare con le librerie software GSL, SciPy e NumPy.
- Librerie di Funzioni elementari e funzioni matematiche speciali.
- Grafici 2D e 3D graphs sia per funzioni che per dati.
- Matrice e strumenti di manipolazione dei dati incluso supporto per Array.
- Librerie statistiche varie, utilizzando le funzionalità di R e SciPy.
- Un toolkit per aggiungere interfacce utente per calcoli e applicazioni.[2]
- Strumenti per editor di immagini usando Pylab nonché il linguaggio di programmazione Python.
- Strumenti per visualizzazione ed analisi dei grafi.
- Librerie di funzioni di teoria dei numeri.
- Importazione ed esportazione filtri per dati, immagini, video, suoni, CAD, GIS, documenti e formats biomedicali.
- Supporto per numeri complessi, precisione aritmetica arbitraria e simbolica per funzioni quando ciò è indicato.
- Elaboratore di testo tecnico includente editor di formule la capacità di incorporare all'interno di SageMath documenti di LaTeX.[3]
- Strumenti di rete per connessione a SQL, Java, .NET, C++, FORTRAN fornito da Twisted, questo supporta un gran numero di protocolli tra cu HTTP, NNTP, IMAP, SSH, IRC, FTP e altri.
- Interfacce di alcuni software di terze parti come Mathematica, Magma, e Maple, che permette agli utenti di assemblare software e confrontare risultati e prestazioni. È quindi anche un "front-end" verso altri strumenti matematici simili a GNU TeXmacs.
- MoinMoin è un sistema Wiki per la gestione della conoscenza.
- Documentazione usando Sphinx.
- Uno strumento automatico di testing, che consente la prova sul computer di un utente finale.
- Benché non direttamente supportato, SageMath può essere invocato all'interno di Mathematica.[4] Un notebook di Mathematica è disponibile per questa funzionalità.[5]

## Sviluppo

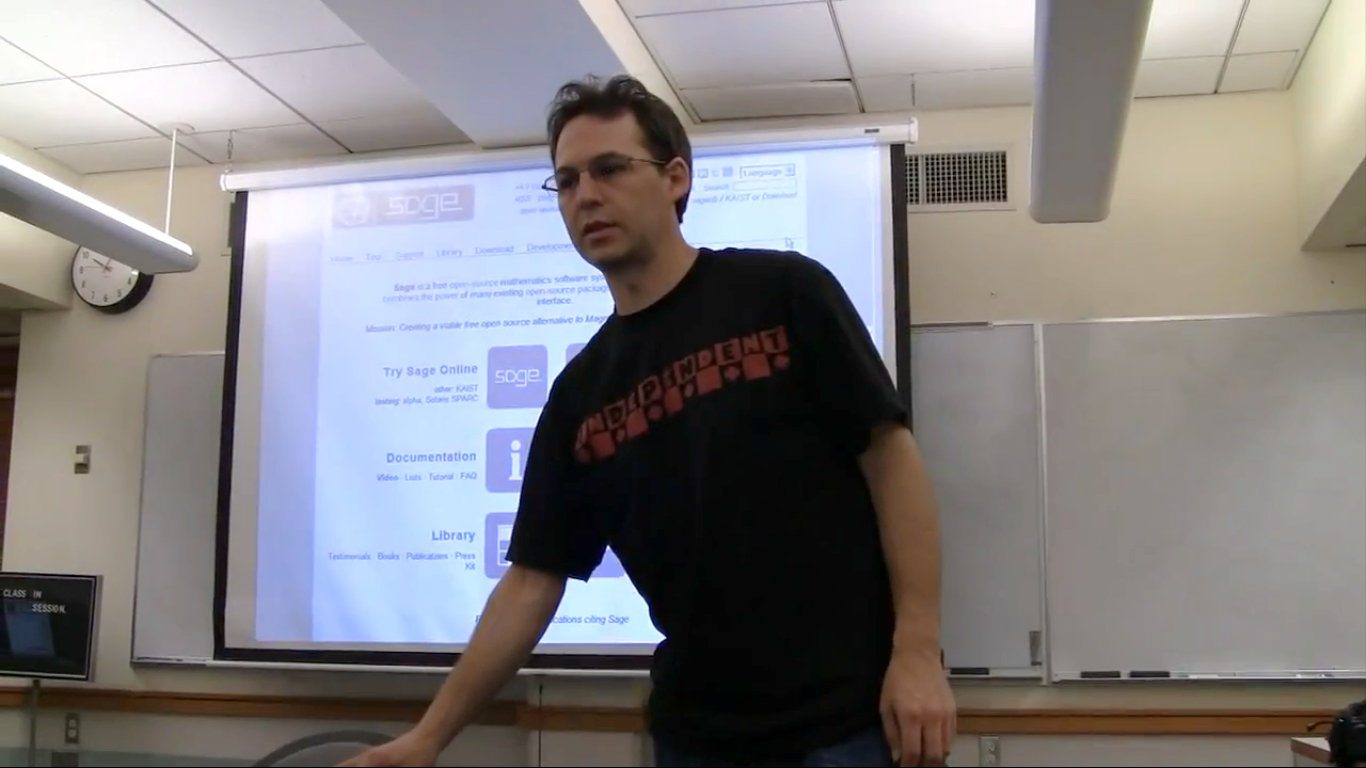
William A. Stein

Durante lo sviluppo di SageMath William Stein si è reso conto che erano presenti una varietà di software matematici open-source scritti in diversi linguaggi di programmazione, come C, C++, Common Lisp, Fortran e Python.
Invece di "reinventare la ruota", SageMath (che è scritto principalmente in Python e Cython) contiene i diversi software matematici esistenti in un'unica interfaccia, per la quale la sintassi utilizzata è quella di Python. Inoltre sono state scritte centinaia di migliaia righe di codice allo scopo di aggiungere nuove funzionalità e collegare le diverse componenti.
SageMath è sviluppato da studenti e professionisti sia attraverso contributi volontari che sovvenzioni.

### Rilasci
Nella seguente tabella sono indicati solo gli sviluppi maggiori. SageMath segue una politica dei rilasci che prevede nuovi aggiornamenti ogni poche settimane o mesi. In totale sono state effettuati più di 300 rilasci, anche se ultimamente la frequenza sta diminuendo.
| Version | Release Date          | Description                                                |
| ------- | --------------------- | ---------------------------------------------------------- |
| 0.1     | Gennaio 2005          | Viene incluso PARI                                         |
| 0.2–0.4 | Marzo-Luglio 2005     | Polinomi in più variabili, estensione della documentazione |
| 0.5–0.7 | Agosto-Settembre 2005 | Spazi Vettoriali, anelli                                   |
| 0.8     | Ottobre 2005          | GAP, Singular                                              |
| 0.9     | Novembre 2005         | Sono stati aggiunti Maxima e clisp                         |
| 1.0     | Febbraio 2006         |                                                            |
| 2.0     | Gennaio 2007          |                                                            |
| 3.0     | Aprile 2008           | Interacts, R interfaccia                                   |
| 4.0     | Maggio 2009           | Supporto per Solaris 10 e OSX a 64bit                      |
| 5.0     | Maggio 2012           | Supporto per OSX Lion                                      |
| 6.0     | Dicembre 2013         | Lo sviluppo di SageMath si è spostato su Git               |
| 7.0     | Gennaio 2016          | Miglioramenti nell'interfaccia grafica                     |
| 8.0     | Luglio 2017           | Prima versione con supporto completo a Microsoft Windows   |

## Software contenuti in SageMath
La filosofia di Sage è quella di utilizzare quando disponibili le esistenti librerie open source. Quindi prende in prestito da molti progetti nella realizzazione del lavoro finale.
| Algebra                          | GAP, Maxima, SINGULAR                        |
| Geometria Algebrica              | SINGULAR                                     |
| Precisione Aritmetica Arbitraria | GMP, MPFR, MPFI, NTL                         |
| Geometria Aritmetica             | PARI/GP, NTL, mwrank, ecm                    |
| Calcolo                          | Maxima, SymPy, GiNaC                         |
| Combinatorio                     | Symmetrica, Sage-Combinat                    |
| Algebra Lineare                  | ATLAS, BLAS, LAPACK, NumPy, LinBox, IML, GSL |
| Teoria dei Grafi                 | NetworkX                                     |
| Teoria dei Gruppi                | GAP                                          |
| Calcolo numerico                 | GSL, SciPy, NumPy, ATLAS                     |
| Teoria dei Numeri                | PARI/GP, FLINT, NTL                          |
| Calcolo statistico               | R, SciPy                                     |

| Riga di Comando                          | IPython                                          |
| Database                                 | ZODB, Python Pickles, SQLite                     |
| Interfaccia grafica                      | Sage Notebook, jsmath                            |
| Grafiche                                 | Matplotlib, Tachyon3d, GD Graphics Library, Jmol |
| Linguaggio di programmazione interattivo | Python                                           |
| Networking                               | Twisted                                          |

| Geometria Differenziale e Calcolo Tensoriale | Sage Manifolds |

## Licenza e disponibilità
SageMath è un software libero, pubblicato con licenza GNU General Public License. Può essere ottenuto in diverse maniere:
- Il codice sorgente può essere scaricato dalla  pagina dei downloads., nella quale sono disponibili anche le versioni di sviluppo.
- Sono presenti file binari precompilati per Linux, OS X e Solaris (sia nella versione x86 che SPARC).
- È disponibile un Live CD per un utilizzo di SageMath anche su macchine che non hanno Linux, OS X o Solaris installati.
- Fino al 17 aprile 2015 era possibile utilizzare una versione online di SageMath su  sagenb.org (archiviato dall'url originale il 30 aprile 2007)..
- È possibile utilizzare online una versione "single cell" di SageMath su  sagecell.sagemath.org. o incorporare una "singe cell" in un qualunque sito web. È inoltre possibile creare dei link permanenti a SageMath utilizzando il single cell server.[12]
- È disponibile una nuova versione online di SageMath su  cloud.sagemath.com.. Su questa versione è inoltre possibile compilare documenti in LaTeX, utilizzare un terminale Linux e un notebook Jupyter.
- È disponibile nelle repo delle distro Debian-derivate

## Esempi interfaccia di comando

### Analisi
```
x
,
a
,
b
,
c
 
=
 
var
(
'x,a,b,c'
)

log
(
sqrt
(
a
))
.
simplify_log
()
 
# returns log(a)/2

log
(
a
/
b
)
.
simplify_log
()
 
# returns log(a) - log(b)

sin
(
a
+
b
)
.
simplify_trig
()
 
# returns cos(a)*sin(b) + sin(a)*cos(b)

cos
(
a
+
b
)
.
simplify_trig
()
 
# returns cos(a)*cos(b) - sin(a)*sin(b)

(
a
+
b
)
ˆ5
 
# returns (b + a)ˆ5

expand
((
a
+
b
)
ˆ5
)
 
# returns bˆ5 + 5*a*bˆ4 + 10*aˆ2*bˆ3 +

 
# 10*aˆ3*bˆ2 + 5*aˆ4*b + aˆ5

limit
((
xˆ2
+
1
)
/
(
2
+
x
+
3
*
xˆ2
),
 
x
=
infinity
)
 
# returns 1/3

limit
(
sin
(
x
)
/
x
,
 
x
=
0
)
 
# returns 1

diff
(
acos
(
x
),
x
)
 
# returns -1/sqrt(1 - xˆ2)

f
 
=
 
exp
(
x
)
*
log
(
x
)

f
.
diff
(
x
,
3
)
 
# returns e^x*log(x) + 3*e^x/x - 3*e^x/x^2 + 2*e^x/x^3

solve
(
a
*
x
^
2
 
+
 
b
*
x
 
+
 
c
,
 
x
)
 
# returns [x == (-sqrt(b^2 - 4*a*c) - b)/(2*a),

 
# x == (sqrt(b^2 - 4*a*c) - b)/(2*a)]

f
 
=
 
xˆ2
 
+
 
432
/
x

solve
(
f
.
diff
(
x
)
==
0
,
x
)
 
# returns [x == 3*sqrt(3)*I - 3,

 
# x == -3*sqrt(3)*I - 3, x == 6]

```

### Equazioni differenziali
```
t
 
=
 
var
(
't'
)
 
# definisce la variable t

x
 
=
 
function
(
'x'
,
t
)
 
# definisce che x deve essere una funzione della variabile t

DE
 
=
 
lambda
 
y
:
 
diff
(
y
,
t
)
 
+
 
y
 
-
 
1

desolve
(
DE
(
x
(
t
)),
 
[
x
,
t
])
 
# restituisce '%e^-t*(%e^t+%c)'

```

### Algebra lineare
```
A
 
=
 
Matrix
([[
1
,
2
,
3
],[
3
,
2
,
1
],[
1
,
1
,
1
]])

y
 
=
 
vector
([
0
,
-
4
,
-
1
])

A
.
solve_right
(
y
)
 
# returns (-2, 1, 0)

A
.
eigenvalues
()
 
# returns [5, 0, -1]

B
 
=
 
Matrix
([[
1
,
2
,
3
],[
3
,
2
,
1
],[
1
,
2
,
1
]])

B
.
inverse
()
 
# returns [ 0 1/2 -1/2]

 
# [-1/4 -1/4 1]

 
# [ 1/2 0 -1/2]

# Call numpy for the Moore-Penrose pseudo-inverse,

# since Sage does not support that yet.

import
 
numpy

C
 
=
 
Matrix
([[
1
 
,
 
1
],
 
[
2
 
,
 
2
]])

matrix
(
numpy
.
linalg
.
pinv
(
C
.
numpy
()))
 
# returns [0.1 0.2]

 
# [0.1 0.2]

```

### Teoria dei Numeri
```
prime_pi
(
1000000
)
 
# returns 78498, the number of primes less than one million

E
 
=
 
EllipticCurve
(
'389a'
)
 
# construct an elliptic curve from its Cremona label

P
,
 
Q
 
=
 
E
.
gens
()

7
*
P
 
+
 
Q
 
# returns (2869/676 : -171989/17576 : 1)

```